# O Sylpho
O Sylpho foi um periódico publicado no Rio de Janeiro, então capital do Brasil, à época do Primeiro Reinado.
Fruto dos agitados dias da Assembleia Nacional Constituinte de 1823, teve vida efêmera, tendo circulado apenas nesse ano.
De linha editorial liberal, foi publicado pelos irmãos Andrada (José Bonifácio, Antônio Carlos e Martim Francisco), que se passaram para a oposição após medidas autoritárias de D. Pedro I (1822-1831), e que culminarão com a dissolução da Assembleia Nacional Constituinte (12 de novembro e com a detenção e desterro dos Andrada.